# خورخي أرماندو رويز
خورخي أرماندو رويز (بالإسبانية: Jorge Armando Ruiz) هو منافس ألعاب قوى كولومبي، ولد في 17 مايو 1989.

## وصلات خارجية
- خورخي أرماندو رويز على موقع الاتحاد الدولي لألعاب القوى (الإنجليزية)
- خورخي أرماندو رويز على موقع أوليمبيديا (الإنجليزية)